# Noli Me Tangere (boek)
Noli Me Tangere (in het Engels vertaald als: The Social Cancer) is het eerste boek van de Filipijnse schrijver en nationale held José Rizal. Het boek is geschreven in het Spaans en de eerste druk kwam uit in 1887. In de roman worden de wreedheden van het Spaanse koloniale regime belicht. Later volgde een tweede roman, genaamd El filibusterismo (in het Engels vertaald als: The Reign of Greed).